# Nyctiphrynus rosenbergi
Noitibó-do-chocó ou bacurau-do-chocó (Nyctiphrynus rosenbergi) é uma espécie de ave da família Caprimulgidae.
Pode ser encontrada nos seguintes países: Colômbia e Equador.
Os seus habitats naturais são: florestas subtropicais ou tropicais húmidas de baixa altitude.
Está ameaçada por perda de habitat.